# Greenock
Greenock (Grianaig in gaelico scozzese) è un (burgh) centro amministrativo dell'Inverclyde, in Scozia, nel Regno Unito. È situata sulla costa meridionale dell'estuario del fiume Clyde, a circa 35 km da Glasgow. Fa parte di un agglomerato urbano comprendente i comuni contingui di Gourock ad ovest e di Port Glasgow ad est.
È la città natale di James Watt. La sua popolazione era di circa 44 300 abitanti (2004).

## Storia
Greenock fu fondata come villaggio di pescatori sicuramente prima del 1592, quando si separò dalla parrocchia di Inverkip. In seguito all'Atto di Unione (1707), Greenock diventò il porto principale della costa occidentale e prosperò grazie ai traffici con le Americhe, importando zucchero dai Caraibi.
Nel 1827 fu creato il bacino d'acqua di Loch Thom, allo scopo di fornire acqua alle industrie tramite l'acquedotto The Cut.

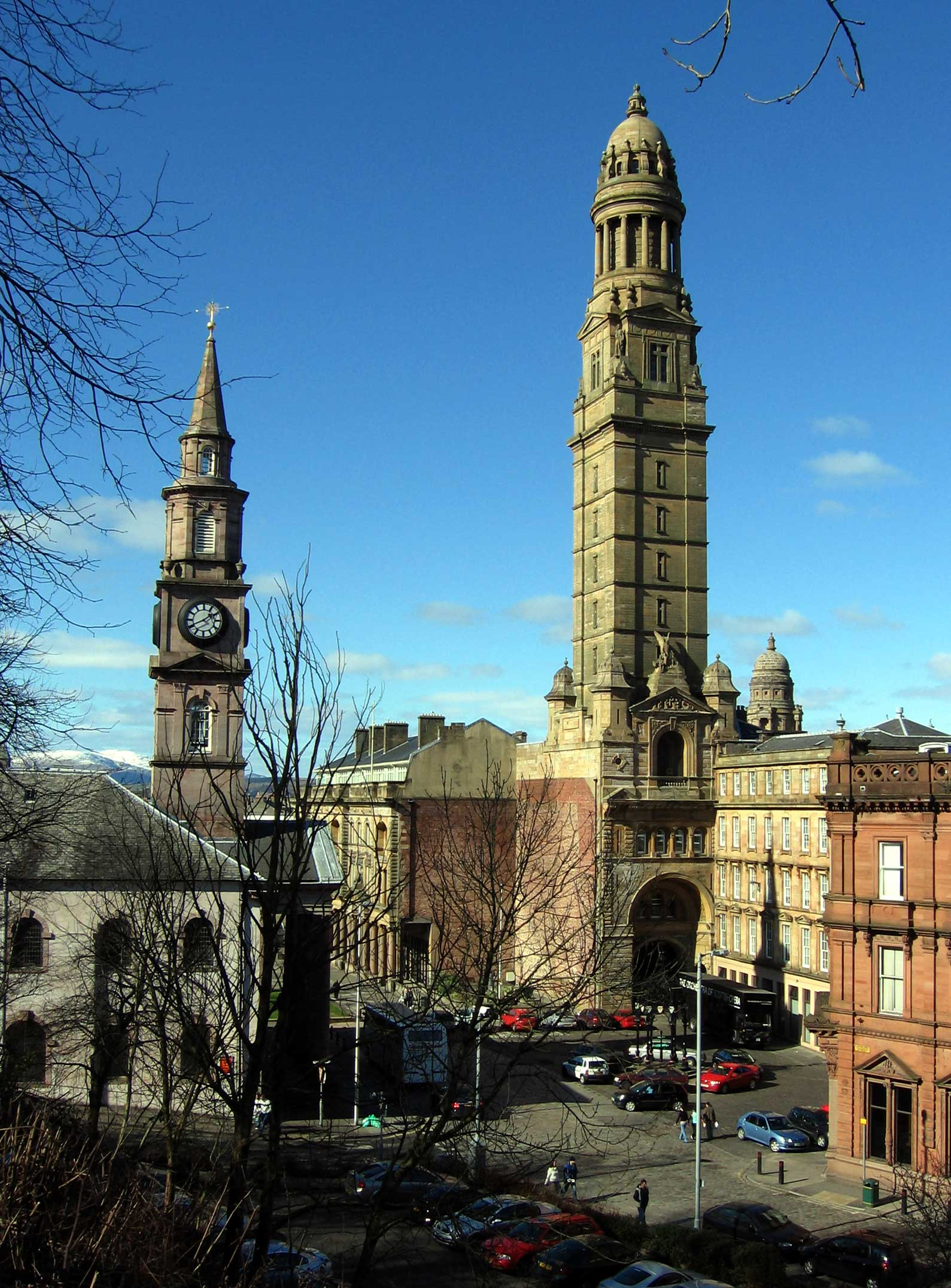
Vista del Municipio e della Torre Victoria.

Nel 1841 fu inaugurata la stazione centrale, sulla linea ferroviaria per Gourock che forniva per la prima volta un rapido collegamento da Glasgow alla costa. Il crescente benessere di Greenock si manifestò con la costruzione degli edifici municipali in stile italiano, in particolare la Torre Victoria, completata nel 1886, alta 74,7 metri. Un'ulteriore dimostrazione del benessere di questo periodo può essere ricercata nelle ville dei quartieri occidentali, una volta appartenenti ad armatori, industriali ed imprenditori, fronteggiate dal lungomare dell'Esplanade (1,6 km), con viste sull'estuario del Clyde.
Durante la seconda guerra mondiale, Greenock divenne base della marina militare delle forze armate britanniche e punto di raduno dei convogli diretti verso l'Oceano Atlantico.
Negli anni successivi alla guerra Greenock conobbe una certa prosperità, fino alla crisi dell'industria pesante negli anni '70 e '80, che generò disoccupazione e il rapido calo della popolazione della città, che aveva toccato il suo picco nel 1921, con 81 123 abitanti, quando Greenock era tra le prime sei città più popolose di Scozia.

## Economia
Storicamente, l'economia della città si è sempre basata sui cantieri navali, la raffinazione dello zucchero e la lavorazione della lana. Attualmente, nessuno di questi settori fa parte dell'economia di Greenock, basata prevalentemente sull'industria elettronica (che a sua volta ha dato vita a vari call center), sui settori assicurativo, bancario e delle esportazioni.

### Cantieri navali
Il primo molo risale agli inizi del XVII secolo, mentre un vero e proprio porto fu costruito nel 1710. L'anno seguente fu fondata la prima impresa di costruzione navale, Scott's, che si assicurò numerosi contratti con la Royal Navy a partire dal 1806. La Scott's fu nazionalizzata nel 1969 e fusa con la Lithgow's per formare la Scott Lithgow. Tutti i cantieri, con l'eccezione di alcuni adibiti alla riparazione di navi, chiusero a cavallo degli anni ‘70 e ‘80 a causa della forte concorrenza di Corea del Sud e Giappone. Il sito della Scott's è oggi occupato da un call center della T-Mobile.

### Trasporti

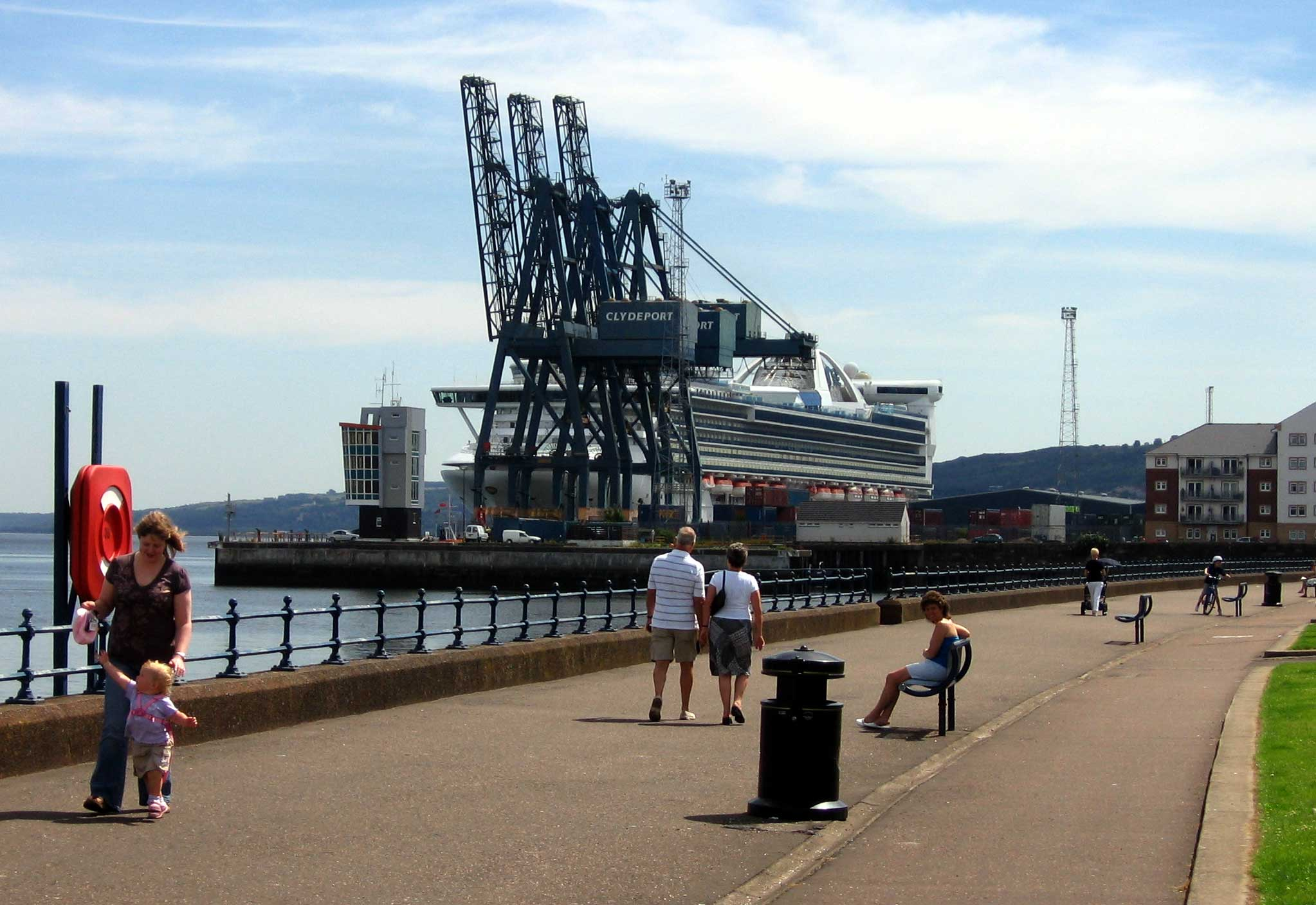
L'Ocean Terminal visto dall'Esplanade.

Greenock è uno dei tre porti principali di supporto alla Royal Navy. Il trasporto merci è gestito presso l'Ocean Terminal, che serve anche da scalo per le navi da crociera. Da qui parte l'Esplanade, che costituisce una piacevole passeggiata lungo il fiume Clyde fino al Royal West Boat Club.
Greenock è servita dalle due stazioni di Greenock Central e Greenock West sulla linea ferroviaria che collega Gaslgow a Gourock. È anche il punto di partenza del tracciato della Strada Europea E5 (M8), che attraversa il Regno Unito, la Francia e la Spagna, dove termina ad Algeciras.

### Zucchero
L'industria della raffinazione dello zucchero fu avviata a Greenock nel 1765. Nel 1850, John Walker aprì un primo zuccherificio, imitato da altri imprenditori negli anni seguenti. Alla fine del XIX secolo, circa 400 navi all'anno trasportavano zucchero dai Caraibi a Greenock. Si potevano allora contare un totale di 14 zuccherifici attivi, il più famoso dei quali era il Tate & Lyle, l'unico a sopravvivere fino al 1997. Dalle Americhe arrivava a Greenock anche tabacco.

### Elettronica
La IBM stabilì le sue officine ed il suo quartier generale europeo nella città nel 1951, fornendo impiego per oltre 50 anni nel settore dell'industria elettronica e dei servizi. Negli ultimi anni, tuttavia, la compagnia statunitense ha dapprima trasferito le fabbriche in Asia e nell'Est Europeo ed in seguito ceduto alla compagnia cinese Lenovo la parte dell'azienda che produce computer deskstop e portatili. Lenovo ha a sua volta trasferito gran parte del centro operativo europeo da Greenock a Bratislava.
Sia la T-Mobile che l'IBM hanno importanti call center a Greenock, mentre la Royal Bank of Scotland ha qui il suo centro che si occupa della gestione dei mutui per tutto il Regno Unito.

### Commercio
La principale arteria commerciale di Greenock, Hamilton Street, che collegava West Blackhall Street a Clyde Square, scomparse nel 1975 per fare spazio prima ad un'area pedonale ed in seguito, negli anni '90, al centro commerciale The Oak Mall. Poco distanti da quest'area sono altri due grandi supermercati, Tesco e Morrisons, il cinema ed il centro ricreativo del Waterfront, dotato di piscine e palestre. A Greenock ha sede anche un consolato italiano.

## Cultura
Il quotidiano locale, The Greenock Telegraph, è uno dei quotidiani più antichi del Regno Unito.
Greenock è rappresentata come "Gantock" da Robin Jenkins nel suo romanzo Fergus Lamont del 1979 ed è servita da ambientazione a vari film, tra cui Sweet Sixteen (2002) e Dear Frankie (2004).